# 아르헨티나-브라질 전쟁
아르헨티나-브라질 전쟁(영어: Argentina-Brazil War 스페인어: Guerra del Brasil 포르투갈어: Guerra da Cisplatina)은 1825년부터 1828년까지 시스플라티나 주의 독립 문제를 놓고 아르헨티나와 브라질간에 벌어진 전쟁이다. 이 전쟁의 결과로 시스플라티나 주가 브라질로부터 독립하고, 신생국인 우루과이가 건국됐다.

## 배경
1811년 라플라타 부왕령의 일부였던 오리엔테 주의 호세 헤르바시오 아르티가스가 에스파냐에 대항해 독립전쟁을 일으켰다. 같은해 5월 18일 독립군은 라스 피에드라스 전투에서 식민지배자를 격퇴했다. 1814년 아르티가스는 연방 연합을 조직했으며, 연방 연합의 보호자로 선포됐다.
1816년 8월 포르투갈 령 브라질은 오리엔테 주를 침략했다. 포르투갈군은 수적·물질적 우위로 1817년 1월 20일 몬테비데오를 점령했으며, 3년간 오리엔테 지방에서 전쟁을 계속해 결국 타쿠아렘보 전투에서 아르티가스를 패배시켰다. 브라질 제국이 포르투갈 왕국으로부터 독립한 뒤, 브라질 제국은 1821년을 기해 이 땅을 점령했으며 브라질에 의해 시스플라티나라는 이름으로 합병이 되었다. 그러나 시스플라티나 주의 주민들은 브라질의 통치를 반대하는 입장이였으며, 결국 33인의 동부인을 중심으로 아르헨티나의 지원을 받아 독립을 선언했다. 이에 분노한 브라질 제국과 아르헨티나가 충돌해 결국 아르헨티나-브라질 전쟁이 발발했다.

## 경과
브라질은 아르헨티나에 선전포고했고, 아르헨티나 함대가 먼저 남쪽으로 이동하여 대서양에 도달했다. 그 후 브라질 해군은 아르헨티나로 침략을 시도하며 부에노스 아이레스와 몬테비데오를 점거했다. 하지만 1827년 브라질 함대는 아르헨티나에 의해 격퇴당했다. 아르헨티나 군대는 강을 건넌 후 몬테비데오에 사령부를 설치했고, 카를로스 마리아 데 알베르는 브라질 본토까지 쳐들어가 치열한 전투를 벌였다. 1826년 브라질 제국의 황제 페드루 1세는 1826년 말 반격을 계획하고 주로 남부 브라질의 지원병과 유럽의 용병들로 구성된 적은 수의 군대를 징집할 수 있었다. 그러나 이 징집으로 인하여 페드루 1세에 반발하는 폭동이 발생했다. 브라질의 병력은 브라질 본토에서 아르헨티나군의 행군을 방해했지만, 아르헨티나 군대는 브라질 지역에서 계속 주둔했다. 이투잘링고 전체에서 전투가 발생했다. 이후에도 계속 작은 충돌이 발생했으며 사란디 전투와 준칼 해전 등에서 아르헨티나군은 브라질 군을 상대로 승리를 거뒀으며, 특히 산티아고 몬테 해전에서 아르헨티나 해군은 브라질 해군에게 괴멸적 타격을 입혔다. 이로 인하여 브라질은 인구 부족현상까지 겪게 되었고, 결국 잇따른 패전으로 인해 페드루 1세의 지지도는 급격히 하락했다.

## 결과
이 전쟁의 결과로 영국과 프랑스가 개입해 아르헨티나와 브라질을 중재했다. 그 결과 중재협상은 1828년에 실시됐으며 1830년을 기해 우루과이라는 신생 독립국이 탄생했다. 브라질 제국의 황제 페드루 1세는 이 전쟁으로 인해 지지를 잃는 상황에서 우루과이가 독립하자, 1831년 책임을 지고 퇴위했다. 신생 독립국 우루과이는 자신들의 독립을 위해 싸워준 아르헨티나의 은혜에 감사하는 의미에서 자국의 국기를 제작할 때 아르헨티나의 국기에 있는 5월의 태양을 동일하게 사용했다.